# Sixteen Stone
Sixteen Stone è l'album di esordio del gruppo musicale inglese Bush, pubblicato nel 1994.

## Il disco
Questo disco proiettò la band di Gavin Rossdale nel mainstream del rock mondiale con un grande successo negli Stati Uniti. L'album fece riscattare il gruppo da un forte snobbismo riscontrato in Europa, specialmente nella natìa Inghilterra dove all'epoca si accingevano a vivere quello che fu il boom del Britpop con Blur e Oasis i quali, a loro volta, venivano quasi ignorati lì dove i Bush avrebbero venduto milioni di copie.
Il disco venne pubblicato nel 1994 e ci volle quasi un anno prima che il pubblico si accorgesse dell'album.
L'alto numero di hit presenti al suo interno aiutarono continui passaggi nelle radio americane e così, pezzi come Everything Zen,Little Things e Comedown iniziarono a diventare singoli di successo e a trainare il disco in classifica facendocelo restare per oltre un anno e mezzo.
Anche MTV si accorse del gruppo e mandò immediatamente in heavy rotation i video dei singoli che la band realizzò per l'album che furono: Everything Zen, Little Things, Comedown, Machinehead e Glycerine. Quest'ultima in particolar modo ottenne un forte riscontro e il suo video divenne un classico del rock anni novanta.
Tutto questo mentre la band girò gli Stati Uniti con un tour di oltre 260 concerti.
Il significato del suo titolo riguarda un aneddoto che Gavin Rossdale raccontava a proposito di un suo amico che, sentendosi solo, decise di chiamare un numero di telefono scritto su un muro riportante la scritta "bella ventunenne scandinava appena arrivata in città"..quando questa sconosciuta arrivò si rivelò essere una quarantenne di oltre 100 kg (16 stone).
In Inghilterra infatti lo stone è un'unità di peso pari a circa 7 kg.
Nel libretto del disco è disegnato un cuore con una dedica "a Rupert e Julie" due amici di Gavin morti in un incidente di barca sul Tamigi a Londra. Sempre nel booklet del disco c'è una foto di quello che può sembrare un cespuglio sospeso per aria che invece ritrae un Pastore Ungherese di nome "Winston", tuttora amatissimo cane di Gavin Rossdale il quale, dopo essere diventato una star, fece assicurare per una somma superiore al milione di sterline.
Il probabile motivo trainante del suo successo commerciale, soprattutto statunitense, lo si può ritrovare nel fatto che la nazione a stelle e strisce si trovò, dopo aver vissuto il terremoto del grunge, molto affamata di quel suono che MTV, le radio e i media stavano pensando di mettere da parte dopo il suicidio della sua icona Kurt Cobain. Sixteen Stone assieme ad altri album (in particolar modo il debutto dei Foo Fighters) fecero ricredere la scena che, da quel momento iniziò una vera e propria caccia a band con quelle sonorità le quali, poco dopo, avrebbero avuto un ottimo successo negli anni a seguire per poi essere tutte catalogate appartenenti al filone post-grunge.
Questo disco accese una polemica con parte della stampa musicale che sarebbe proseguita anche col suo successore (Razorblade Suitcase) e l'accusa fu quella di aver "rubato" il sound ai gruppi rock di Seattle che, anni prima, ebbero successo mondiale con il Grunge. In particolar modo li si accostava a Pearl Jam (per la somiglianza nel timbro della voce tra Rossdale ed Eddie Vedder) e Nirvana (a causa di alcuni riff di chitarra usati, in particolar modo quello di Little Things lo si riteneva troppo simile e quindi un plagio della celebre Smells Like Teen Spirit).
I singoli estratti dall'album sono:
1. "Everything Zen"
2. "Little Things"
3. "Comedown"
4. "Machinehead"
5. "Glycerine"

## Tracce
Tutte le canzoni sono state scritte da Gavin Rossdale.
1. Everything Zen - 4:38
2. Swim - 4:56
3. Bomb - 3:23
4. Little Things - 4:24
5. Comedown - 5:27
6. Body - 5:43
7. Machinehead - 4:16
8. Testosterone - 4:20
9. Monkey - 4:01
10. Glycerine - 4:27
11. Alien - 6:34
12. X-Girlfriend - 0:45

## L'album nei media
In un episodio dei Simpsons, Lo show degli Anni 90, il teenager Homer, insieme alla sua grunge band Sadgasm (che è una caricatura dei Nirvana), scrive una canzone per Marge, intitolata Margerine, che è una parodia del singolo Glycerine.

## Formazione
- Gavin Rossdale – voce, chitarra
- Nigel Pulsford – chitarra, cori
- Dave Parsons – basso
- Robin Goodridge – batteria